# ハリド・ブタイブ
ハリド・ブタイブ（Khalid Boutaïb、1987年4月24日 - ）は、フランス・ガール県バニョール＝シュル＝セーズ出身のプロサッカー選手。サッカーモロッコ代表。ポジションはFW。

## 経歴

### クラブ
シニアデビューからしばらくは3部以下のアマチュアクラブでプレー。2012年夏、FCイストルに加入しプロデビュー。
2016年7月7日、RCストラスブールに加入。
2017年7月、スュペル・リグに昇格したイェニ・マラティヤスポルに移籍。

### 代表
自身はフランスで生まれ育ったが、両親がモロッコからの移民だったためモロッコ代表を選択した。2016年3月26日、アフリカネイションズカップ2017予選のカーボベルデ代表戦でモロッコ代表デビュー。
2018年5月、2018 FIFAワールドカップに参加する代表メンバー23人の一人に選ばれた。

## 私生活
甥のナシム・シャドリもサッカー選手。

## 代表歴

### 出場大会
- モロッコ代表
  - 2018 FIFAワールドカップ

### 試合数
- 国際Aマッチ 26試合 9得点（2016年-2019年）[7]

| モロッコ代表 | 国際Aマッチ | 国際Aマッチ |
| 年           | 出場        | 得点        |
| ------------ | ----------- | ----------- |
| 2016         | 5           | 2           |
| 2017         | 9           | 4           |
| 2018         | 9           | 3           |
| 2019         | 3           | 0           |
| 通算         | 26          | 9           |

### 得点
| No | 開催日         | 開催地             | 対戦国   | スコア | 結果 | 試合概要                           |
| -- | -------------- | ------------------ | -------- | ------ | ---- | ---------------------------------- |
| 1. | 2016年11月15日 | マラケシュ         | トーゴ   | 1–1    | 2–1  | 親善試合                           |
| 2. | 2016年11月15日 | マラケシュ         | トーゴ   | 2–1    | 2–1  | 親善試合                           |
| 3. | 2017年9月1日   | ラバト             | マリ     | 2–0    | 6–0  | 2018 FIFAワールドカップ予選        |
| 4. | 2017年10月7日  | カサブランカ       | ガボン   | 1–0    | 3–0  | 2018 FIFAワールドカップ予選        |
| 5. | 2017年10月7日  | カサブランカ       | ガボン   | 2–0    | 3–0  | 2018 FIFAワールドカップ予選        |
| 6. | 2017年10月7日  | カサブランカ       | ガボン   | 3–0    | 3–0  | 2018 FIFAワールドカップ予選        |
| 7. | 2018年3月23日  | トリノ             | セルビア | 2–1    | 2–1  | 親善試合                           |
| 8. | 2018年6月25日  | カリーニングラード | スペイン | 1–0    | 2–2  | 2018 FIFAワールドカップ            |
| 9. | 2018年10月16日 | ミサミウリ         | コモロ   | 1–1    | 2–2  | アフリカネイションズカップ2019予選 |